# Darko Mišić
Darko Mišić (Dabovci, Kotor Varoš, 27. lipnja 1991.) je hrvatski nogometaš iz Bosne i Hercegovine. Njegov brat Marko je također nogometaš.

## Karijera
Iz juniora sesvetske Croatije prelazi u austrijskog niželigaša Union Weißkirchen, a potom u bosanskohercegovačkog drugoligaša Slogu Uskoplje gdje je odigrao 13 utakmica i postigao 2 zgoditka. Tijekom ljetnog prijelaznog roka prelazi u premijerligaša NK Travnik. Za Travnik je debitirao 6. kolovoza 2011. u utakmici s mostarskim Zrinjskim. Za travničku momčad nastupio je u 37 utakmica i pritom postigao jedan zgoditak. U zimskom prijelaznom roku 2013. prelazi u redove zeničkog Čelika. U sezoni 2013./14. dobio je nagradu "Ponos Robijaša" koju dodjeljuju navijači Čelika za najboljeg nogometaša sezone.
Početkom 2015. godine prelazi u NK Zadar. Za NK Zadar je Mišić odigrao 13 utakmica u Prvoj HNL. Pola godine kasnije je prešao u NK Istri 1961. U kolovozu 2017. vrača se u Premijer ligu i potpisuje za Mladost DK. Nakon Mladosti igra za Zvijezdu 09, a potom za dva slovenska kluba - NK Koper i NK Radomlje. U srpnju 2022. potpisuje za FC Bavois. 

## Vanjske poveznice
- Profil na transfermarkt.de